# Заижемская
Заижемская (устар. Зоижемская) — река в России, протекает по территории Усть-Цилемского района Республики Коми. Устье реки находится в 33 км по правому берегу реки Нерица. Длина реки составляет 90 км.
В 12 км от устья, по левому берегу реки впадает река Гаревая. В 46 км от устья, по правому берегу реки впадает река Палёная Рассоха.

## Данные водного реестра
По данным государственного водного реестра России относится к Двинско-Печорскому бассейновому округу, водохозяйственный участок реки — Печора от впадения реки Уса до водомерного поста Усть-Цильма, речной подбассейн реки — бассейны притоков Печоры ниже впадения Усы. Речной бассейн реки — Печора.
Код объекта в государственном водном реестре — 03050300112103000078268.